# Bill Kardash
William (Bill) Kardash né le 10 juin 1912 à Hafford, en Saskatchewan, est un homme politique canadien et député de l'Assemblée législative du Manitoba de 1941 à 1958.

## Biographie
Fils de Danylo Kardash et d’Ulyta Byck, il est le plus jeune de neuf enfants et ses premières années, il les partage entre son travail à la ferme familiale et l'école. Il poursuit ses études à l’école secondaire publique Hafford. Avec le début de la Grande crise et devant l'impossibilité d'aller à l'université, Kardash devient organisateur de la Farmers’ Unity League en Saskatchewan et en Alberta. C’est également à ce moment-là qu’il se joint au Parti communiste du Canada, auquel il restera fidèle jusqu'à la fin de sa vie.

## Militantisme et guerre civile espagnole
À la suite du déclenchement de la guerre civile espagnole en 1936, Kardash se rend en Espagne et rejoint les rangs des Brigades internationales, où il dirigera une unité blindée pour le gouvernement républicain. Pendant cette guerre, il est blessé lors de la bataille de Fuentes de Ebro et perd une jambe. Par conséquent, de retour au Canada en 1938, Kardash est un vétéran de la guerre civile espagnole, ayant combattu sous le bataillon Mackenzie-Papineau. Il entreprendra alors une tournée de conférences pour alerter les gens quant à l'éventualité d’une guerre mondiale et en vue d’amasser des fonds pour la cause républicaine. En 1939, Kardash déménage à Winnipeg et épouse Mary Kostaniuk l'année suivante, en 1940.
Membre du Parti communiste du Canada puis, à partir de 1943, du Parti ouvrier progressiste (POP), nom sous lequel fonctionnera le Parti communiste à la suite de son interdiction, Kardash deviendra le premier secrétaire général du POP du Manitoba en 1943. Il conservera ce poste jusqu'en 1948, date à laquelle il démissionnera pour des raisons de santé. Il sera également le premier président national du POP.

## Élections provinciales manitobaines
En 1941, Kardash se porte candidat sous la bannière du Parti ouvrier progressiste pour les élections provinciales manitobaines. Il est alors élu à l'Assemblée législative provinciale dans la circonscription de Winnipeg, qui compte dix membres, puis réélu en 1945. En 1949 et en 1953, il est encore réélu dans la circonscription nouvellement formée de Winnipeg-Nord, qui compte quatre membres. Il sera ainsi successivement réélu et détiendra ce siège pendant 17 ans, soit jusqu'en 1958, date à laquelle les limites des circonscriptions électorales sont à nouveau modifiées.
Il sera cependant battu aux élections générales de 1958, d’une part, à la suite des pressions exercées par la guerre froide et d’autre part, en raison de l’abolition du mode de scrutin proportionnel plurinominal et des circonscriptions plurinominales, ce qui l’obligera à se présenter dans une circonscription uninominale pour la première fois. Après 1945, le soutien à l'égard du POP diminue et Kardash est le seul candidat du Parti à se présenter aux élections manitobaines de 1953 et 1958. À la suite de sa défaite, le POP n'élira plus jamais aucun candidat à l'Assemblée législative.
Kardash se présente à Point Douglas en 1969 pour le Parti communiste du Manitoba (le parti ayant repris son nom précédant son interdiction) mais n'obtiendra que 421 voix (9,81 %).

## Retraite et fin de vie
En 1948, Kardash devient le directeur général de la People's Co-operative Limited, et occupe ce poste pendant 34 ans. Après sa retraite en 1982, il continuera de présider le conseil d’administration de cette coopérative jusqu'à ce que l’entreprise soit vendue à ses employés en 1993
Jusqu'à la fin de sa vie, Kardash sera actif au sein de la communauté ukrainienne de Winnipeg et fera campagne au nom des anciens combattants du bataillon Mackenzie-Papineau. En 1995, il assistera à une cérémonie d’inauguration publique à l'Assemblée législative de l'Ontario rendant hommage aux anciens combattants du bataillon Mackenzie-Papineau. Après la mort de Kardash en 1997, l'Assemblée législative du Manitoba tiendra une minute de silence en son honneur.